# Paolo Virzì
 (octobre 2017).
Si vous disposez d'ouvrages ou d'articles de référence ou si vous connaissez des sites web de qualité traitant du thème abordé ici, merci de compléter l'article en donnant les références utiles à sa vérifiabilité et en les liant à la section « Notes et références ».
Pour les articles homonymes, voir Virzì.
Paolo Virzì (prononcé : [ˈpaːolo virˈdzi] Livourne, 4 mars 1964) est un réalisateur, scénariste et producteur cinématographique italien.

## Biographie
Né à Livourne, il fréquente quelque temps la faculté de Lettre et Philosophie de l’Université de Pise et tourne quelques longs et courts métrages. Ensuite, il quitte Livourne pour Rome, « en montant à la ville », de même que vingt ans après la jeune protagoniste de Caterina va en ville (Caterina va in città).
Dans la capitale, il fréquente le cours de scénario du Centre expérimental de cinématographie, où il obtient son diplôme en 1987. Parmi ses enseignants il y a Gianni Amelio, Suso Cecchi D'Amico et Furio Scarpelli. La rencontre avec ce dernier sera décisive : Scarpelli devient en effet son maître et son guide. Avec lui il collabore à l’écriture de plusieurs scénarios parmi lesquels Le Raccourci (Tempo di uccidere, 1989) de Giuliano Montaldo, inspiré du roman d’Ennio Flaiano. Entre la fin des années 1980 et le début des années 1990, Virzì participe aux scénarios de Strada blues (it) (Turné, 1990) de Gabriele Salvatores, Condominio (1991) de Felice Farina et il travaille avec l’écrivain napolitain Raffaele La Capria à un film pour la télévision réalisé par Alberto Negrin, adaptation de Una questione privata de Beppe Fenoglio. 

### Ses débuts dans la réalisation et ses premiers succès
Virzì débute dans la réalisation en 1994 avec La bella vita. À l’origine intitulé Dimenticare piombino, du nom de la ville toscane où se déroule l’histoire, le film est interprété par Sabrina Ferilli et Massimo Ghini. C’est l’histoire d’un triangle sentimental dans une ambiance populaire, immergé dans l’arrière-plan de l’irréversible crise d’identité de la classe ouvrière. Présenté avec succès en 1994 à la Mostra del cinema de Venise, le film est récompensé par le Ciak d'oro, le Ruban d’Argent et le David di Donatello dans la catégorie du meilleur réalisateur débutant. Avec ces débuts, Virzì met déjà en évidence son talent dans la direction d’acteurs. Notamment il démontre son habileté à traiter des thèmes sérieux par une touche ironique, à mélanger le drame et l’ironie.
Dans le film suivant, Ferie d'agosto (Vacances d’août) (1995), interprété par des acteurs remarquables (Silvio Orlando, Laura Morante, Ennio Fantastichini, Sabrina Ferilli, Piero Natoli), l’ile de Ventotene devient le théâtre du conflit entre deux familles italiennes en vacances. Dans cette comédie, Virzi réfléchit sur la révolution politique italienne après l’avènement du système politique majoritaire, sur l’entrée en scène de Silvio Berlusconi et sur la transformation qui s’ensuit, d’un pays appelé à se ranger sur deux fronts opposés. Ferie d’agosto gagne le prix David di Donatello du meilleur film de l’année.
L’œuvre suivante, Ovosodo (1997), du nom d’un quartier de Livourne, est interprétée par Edoardo Gabbriellini, un des nouveaux visages du cinéma italien découverts par le réalisateur. L’histoire, malgré le fort ancrage au territoire local, a eu un succès extraordinaire et arrive à conquérir critique et public : le jury de la Mostra de Venise, dont le président est la néo-zélandaise Jane Campion, remet au réalisateur le Lion d’or – Grand prix du jury. 
En 1999 il réalise Baci e abbracci (Bons baisers), un mélange de fable, comédie sociale et conte de Noël à la Dickens. La référence la plus évidente est toutefois L’ispettore generale de Nicolas Gogol, œuvre qui avait déjà inspiré Anni ruggenti de Luigi Zampa. C’est l’histoire chorale d’un groupe d’anciens ouvriers qui veulent ouvrir un élevage d’autruches en Val di Cecina. À travers ce film encore une fois Virzì fait une esquisse de l’Italie de province séduite par la modernité. Dans le rôle du leader du groupe Snaporaz (it) apparaît le frère Carlo Virzì, le musicien de quelques-uns de ses films et réalisateur de L'estate del mio primo bacio, dont le sujet et le scénario ont été écrits par Paolo. 

### Années 2000
Les problèmes financiers de Vittorio Cecchi Gori, producteur et distributeur des premiers films du réalisateur, vont bloquer le tournage de My Name Is Tanino (2002). Tourné en Sicile, au Canada et aux États-Unis, le film va passer par un processus de travail difficile : le scénario, signé par le réalisateur, Bruni et l’écrivain Francesco Piccolo, est plusieurs fois réécrit tout au long du tournage pour faire face au manque de financements. Le protagoniste est à nouveau un débutant, le sicilien Corrado Fortuna, qui joue un jeune en fuite de sa terre natale, la Sicile, pour poursuivre le rêve américain. 
Le successif Caterina va en ville (Caterina va in città, 2003) est dédié à une Rome aimée et détestée, avec ses découvertes enthousiasmantes et ses déceptions cuisantes. La petite et maladroite Caterina est interprétée par la débutante absolue Alice Teghil, dans le rôle d’une naïve petite fille de province qui observe le monde avec pureté et dépaysement. Au cours du film la petite protagoniste est basculée de la tranquille Montalto di Castro à la labyrinthique Rome pour suivre la volonté du père, l’expert Sergio Castellitto dans le rôle d’un intellectuel frustré de province. Margherita Buy gagne le David di Donatello et le Ruban d’Argent 2004 de meilleure actrice dans un rôle secondaire, et Alice Teghil reçoit le prix Guglielmo Biraghi.
Napoléon (et moi) (N (Io e Napoleone), 2006), adaptation du roman d’Ernesto Ferrero N, est une tentative de synthèse de comédie à l’italienne, film historique et cinéma en costume d’époque. Virzì réfléchit au rapport entre l’intellectuel et le pouvoir et enrichit la narration d’époque du XIXe siècle avec des renvois à l’actualité : le parallèle entre la figure de Napoléon et celle de Berlusconi est parfois explicite. L’équipe des acteurs est internationale: en plus du protagoniste Elio Germano, on signale Monica Bellucci et Daniel Auteuil. 
Avec le récit choral Tutta la vita davanti (2008), Virzì réalise un de ses films les plus amers. Dans cette comédie grotesque aux tons apocalyptiques sur le monde du travail, la véritable protagoniste de l’histoire, qui se déroule dans un centre d’appel, est la précarité : la précarité du travail, la précarité sentimentale et celle existentielle. Parmi les acteurs apparaissent Isabella Ragonese dans le rôle de la protagoniste déterminée et combative, Sabrina Ferilli dans un rôle qui lui est insolite et Micaela Ramazzotti. Le film a gagné plusieurs prix, entre autres : le Ruban d’Argent et le Globe d’or du meilleur film, le Ciak d’Oro du meilleur film et du meilleur réalisateur, en plus des prix décernés aux actrices Sabrina Ferilli (Ciak d’Oro, Ruban d’Argent, Globe d'or), Isabella Ragonese (prix Biraghi comme révélation de l’année) et Micaela Ramazzotti (prix Kinéo comme meilleure actrice dans un rôle secondaire). 
En octobre 2008, le festival du film italien d'Annecy remet à Virzì le prix Sergio-Leone, reconnaissance à son entière œuvre cinématographique. 
En août de la même année, le réalisateur revient avec son équipe à Livourne pour le tournage de L’uomo che aveva picchiato la testa, un film documentaire sur le chanteur Bobo Rondelli. Le film est produit par la maison de production Motorino Amaranto, fondée en 2001 par Virzì lui-même. 

### Années 2010
Toujours avec Motorino Amaranto, il tourne en 2009 à Livourne La prima cosa bella. Les interprètes sont Micaela Ramazzotti, Valerio Mastandrea, Claudia Pandolfi, Stefania Sandrelli et Marco Messeri. Le film raconte les vicissitudes de la famille Michelucci à partir des années 1970 jusqu’à nos jours; la protagoniste principale est la belle Anna, mère exubérante qui finit par détruire la vie de ses enfants, Bruno et Valeria. Bruno, après avoir abandonné Livourne pour fuir sa mère, revient enfin dans sa ville natale pour être près d’elle dans les derniers jours de sa vie.
La prima cosa bella sort en salle le 15 janvier 2010. Le film reçoit dix-huit candidatures au David di Donatello et il obtient trois prix: pour le meilleur scénario, signé par Virzì lui-même avec Francesco Bruni et Francesco Piccolo, pour la meilleure actrice principale (Micaela Ramazzotti) et pour le meilleur acteur principal (Valerio Mastrandrea). En juillet 2010, à Taormine, il reçoit à nouveau un Ruban d’argent, prix attribué par la presse de cinéma, en tant que réalisateur du meilleur film de l’année. À La prima cosa bella sont donnés aussi les Rubans pour la meilleure actrice principale (Micaela Ramazzotti et Stefania Sandrelli pour le rôle d’Anna), pour le meilleur scénario (Francesco Bruni, Francesco Piccolo et Virzì lui-même) et pour les meilleurs costumes (Gabriella Pescucci). Le film est choisi en tant que représentant du cinéma italien à la sélection de l’Oscar 2011 pour le meilleur film en langue étrangère, sans entrer toutefois dans les cinq films finaux.
En octobre 2012 sort en Italie son dixième long métrage pour le cinéma Chaque jour que Dieu fait (Tutti i santi giorni), librement inspiré du roman La Generazione de Simone Lenzi. Guido et Antonia, le couple protagoniste de l’histoire, sont joués par Luca Marinelli et par la chanteuse Thony (it).
En 2013 il est le directeur de la 31e Édition du festival du film de Turin, marquée par une hausse de 30 % des spectateurs.
En janvier 2014 sort en Italie son onzième long métrage pour le cinéma, Les Opportunistes (Il capitale umano). Le film, une adaptation du roman éponyme de l'écrivain américain Stephen Amidon, aborde le thème de la crise financière, mais surtout des valeurs, qui caractérise l’Italie contemporaine. Le film gagne l’appréciation générale, tant du public que de la critique, mais donne lieu à quelques polémiques de la part des politiciens de la Lega, pour la manière dont la Brianza, région choisie pour tourner le film, est décrite.
En mai, le long métrage reçoit dix-neuf candidatures aux David di Donatello 2014, et en gagne sept, parmi lesquelles la plus prestigieuse de meilleur film de la saison cinématographique. En plus des sept David di Donatello, le film gagne aussi : six Rubans d’Argent, quatre Ciak d’Oro et le Globe d’Or de la Presse étrangère en tant que meilleur film italien de l’année. En septembre 2014 Les Opportunistes est choisi comme représentant du cinéma italien à la sélection du Prix Oscar 2015 dans la catégorie meilleur film en langue étrangère, n'entrant toutefois pas dans le groupe des cinq finalistes .
En janvier 2015 le réalisateur annonce que, au cours du printemps suivant, il va commencer le tournage de son nouveau film. Celui-ci, présenté au Festival de Cannes 2016 se déroule en Toscane. Il sort en France sous le titre Folles de joie (La pazza gioia) et les protagonistes sont deux femmes: sa femme Micaela Ramazzotti et Valeria Bruni Tedeschi. Il le définit comme « une promenade à l’extérieur d’une structure clinique qui s’occupe de femmes avec des problèmes, dans cet hôpital psychiatrique à ciel ouvert qu’est l’Italie ». Le film a remporté 5 Rubans d'Argent et 5 David di Donatello, parmi lesquels meilleur film et meilleur réalisateur.
Au mois de juillet de la même année, Paolo Virzì commence le tournage de L'Échappée belle (The Leisure Seeker en anglais), réalisé entièrement aux Etats-Unis avec les acteurs Donald Sutherland et Helen Mirren. Le film est librement tiré de la nouvelle éponyme de Michael Zadoorian, et le scénario est co-signé par les réalisateurs et scénaristes italiens Francesca Archibugi, Francesco Piccolo, Stephen Amidon, ainsi que Virzì lui-même. Le film a été présenté en concours au 74e Festival International du film de Venise et successivement à Toronto dans la section Gala du TIFF 2017.

## Filmographie
- 1994 : La bella vita
- 1995 : Ferie d'agosto
- 1997 : Ovosodo
- 1999 : Baci e abbracci
- 2002 : My Name Is Tanino
- 2003 : Caterina va en ville (Caterina va in città)
- 2006 : Napoléon (et moi) (N (Io e Napoleone))
- 2008 : Tutta la vita davanti
- 2010 : La prima cosa bella
- 2012 : Chaque jour que Dieu fait (Tutti i santi giorni)
- 2013 : Les Opportunistes (Il capitale umano)
- 2016 : Folles de joie (La pazza gioia)
- 2017 : L'Échappée belle (The Leisure Seeker)
- 2018 : Nuits magiques (Notti magiche)
- 2022 : Siccità
- 2024 : Un altro ferragosto

Autres œuvres
- La strana coppia. Incontro con Age e Scarpelli (documentaire) (2001)
- L'uomo che aveva picchiato la testa (documentaire) (2009)

## Prix et distinctions

### David di Donatello
| David di Donatello | David di Donatello                    | David di Donatello           | David di Donatello |
| Année              | Titre                                 | Catégorie                    | Résultat           |
| ------------------ | ------------------------------------- | ---------------------------- | ------------------ |
| 1995               | La bella vita                         | Meilleur nouveau réalisateur | Gagnant            |
| 1996               | Ferie d'agosto                        | Meilleur film                | Gagnant            |
| 1996               | Ferie d'agosto                        | Meilleur réalisateur         | Candidature        |
| 1996               | Ferie d'agosto                        | Meilleur scénario            | Candidature        |
| 1998               | Ovosodo                               | Meilleur film                | Candidature        |
| 1998               | Ovosodo                               | Meilleur réalisateur         | Candidature        |
| 1998               | Ovosodo                               | Meilleur scénario            | Candidature        |
| 2004               | Caterina va en ville                  | Meilleur scénario            | Candidature        |
| 2009               | Tutta la vita davanti                 | Meilleur film                | Candidature        |
| 2009               | Tutta la vita davanti                 | Meilleur scénario            | Candidature        |
| 2010               | La prima cosa bella                   | Meilleur film                | Candidature        |
| 2010               | La prima cosa bella                   | Meilleur réalisateur         | Candidature        |
| 2010               | La prima cosa bella                   | Meilleur scénario            | Gagnant            |
| 2014               | Il capitale umano (Les opportunistes) | Meilleur film                | Gagnant            |
| 2014               | Il capitale umano (Les opportunistes) | Meilleur réalisateur         | Candidature        |
| 2014               | Il capitale umano (Les opportunistes) | Meilleur scénario            | Gagnant            |
| 2017               | Folles de joie (La pazza gioia)       | Meilleur film                | Gagnant            |
| 2017               | Folles de joie (La pazza gioia)       | Meilleur réalisateur         | Gagnant            |
| 2017               | Folles de joie (La pazza gioia)       | Meilleur scénario            | Candidature        |

### Ruban d'argent
| Ruban d'argent | Ruban d'argent                        | Ruban d'argent               | Ruban d'argent |
| Année          | Titre                                 | Catégorie                    | Résultat       |
| -------------- | ------------------------------------- | ---------------------------- | -------------- |
| 1991           | Turné                                 | Meilleure histoire           | Candidature    |
| 1995           | La bella vita                         | Meilleur nouveau réalisateur | Gagnant        |
| 1995           | La bella vita                         | Meilleur scénario            | Candidature    |
| 1997           | Ferie d'agosto                        | Meilleure histoire           | Candidature    |
| 1997           | Ferie d'agosto                        | Meilleur scénario            | Candidature    |
| 1998           | Ovosodo                               | Directeur du meilleur film   | Candidature    |
| 1998           | Ovosodo                               | Meilleure histoire           | Candidature    |
| 1998           | Ovosodo                               | Meilleur scénario            | Candidature    |
| 2000           | Baci e abbracci                       | Meilleure histoire           | Candidature    |
| 2004           | Caterina va en ville                  | Directeur du meilleur film   | Candidature    |
| 2004           | Caterina va en ville                  | Meilleur scénario            | Candidature    |
| 2008           | Tutta la vita davanti                 | Directeur du meilleur film   | Gagnant        |
| 2008           | Tutta la vita davanti                 | Meilleur scénario            | Candidature    |
| 2010           | La prima cosa bella                   | Directeur du meilleur film   | Gagnant        |
| 2010           | La prima cosa bella                   | Meilleur scénario            | Gagnant        |
| 2014           | Il capitale umano (Les opportunistes) | Directeur du meilleur film   | Gagnant        |
| 2014           | Il capitale umano (Les opportunistes) | Meilleur scénario            | Gagnant        |
| 2016           | La pazza gioia (Folles de joie)       | Directeur du meilleur film   | Gagnant        |
| 2016           | La pazza gioia (Folles de joie)       | Meilleur scénario            | Gagnant        |

### Globo d'oro
| Globo d'oro | Globo d'oro                           | Globo d'oro          | Globo d'oro |
| Année       | Titre                                 | Catégorie            | Résultat    |
| ----------- | ------------------------------------- | -------------------- | ----------- |
| 1995        | La bella vita                         | Meilleur première    | Candidature |
| 2008        | Tutta la vita davanti                 | Meilleur film        | Gagnant     |
| 2010        | La prima cosa bella                   | Meilleur film        | Candidature |
| 2010        | La prima cosa bella                   | Meilleur réalisateur | Candidature |
| 2014        | Il capitale umano (Les opportunistes) | Meilleur film        | Gagnant     |
| 2014        | Il capitale umano (Les opportunistes) | Meilleur scénario    | Candidature |

### Ciak d'oro
| Ciak d'oro | Ciak d'oro                            | Ciak d'oro           | Ciak d'oro |
| Année      | Titre                                 | Catégorie            | Résultat   |
| ---------- | ------------------------------------- | -------------------- | ---------- |
| 1995       | La bella vita                         | Meilleur première    | Gagnant    |
| 2004       | Caterina va in città                  | Meilleur scénario    | Gagnant    |
| 2008       | Tutta la vita davanti                 | Meilleur film        | Gagnant    |
| 2008       | Tutta la vita davanti                 | Meilleur réalisateur | Gagnant    |
| 2010       | La prima cosa bella                   | Meilleur scénario    | Gagnant    |
| 2014       | Il capitale umano (Les opportunistes) | Meilleur réalisateur | Gagnant    |
| 2014       | Il capitale umano (Les opportunistes) | Meilleur scénario    | Gagnant    |

### European Film Awards
| European Film Awards | European Film Awards                  | European Film Awards | European Film Awards |
| Année                | Titre                                 | Catégorie            | Résultat             |
| -------------------- | ------------------------------------- | -------------------- | -------------------- |
| 2010                 | La prima cosa bella                   | Meilleur réalisateur | Candidature          |
| 2014                 | Il capitale umano (Les opportunistes) | Meilleur réalisateur | Candidature          |

### Festival international du film de Venise
| Festival international du film de Venise | Festival international du film de Venise | Festival international du film de Venise | Festival international du film de Venise |
| Année                                    | Titre                                    | Catégorie                                | Résultat                                 |
| ---------------------------------------- | ---------------------------------------- | ---------------------------------------- | ---------------------------------------- |
| 1997                                     | Ovosodo                                  | Lion d'Argent - Prix spécial du jury     | Gagnant                                  |
| 1997                                     | Ovosodo                                  | Lion d'or du meilleur film               | Candidature                              |